# Liste der Monuments historiques in Hanviller
Die Liste der Monuments historiques in Hanviller führt die Monuments historiques in der französischen Gemeinde Hanviller auf.

## Liste der Bauwerke
| Bezeichnung            | Beschreibung                                | Standort                      | Kennzeichnung | Schutzstatus | Datum | Bild           |
| ---------------------- | ------------------------------------------- | ----------------------------- | ------------- | ------------ | ----- | -------------- |
| Château de Gendersberg | Schloss, zweite Hälfte des 18. Jahrhunderts | nordwestlich des Ortes (Lage) | PA00106777    | Inscrit      | 1984  | weitere Bilder |